# Sint-Bavokerk (Wanzele)

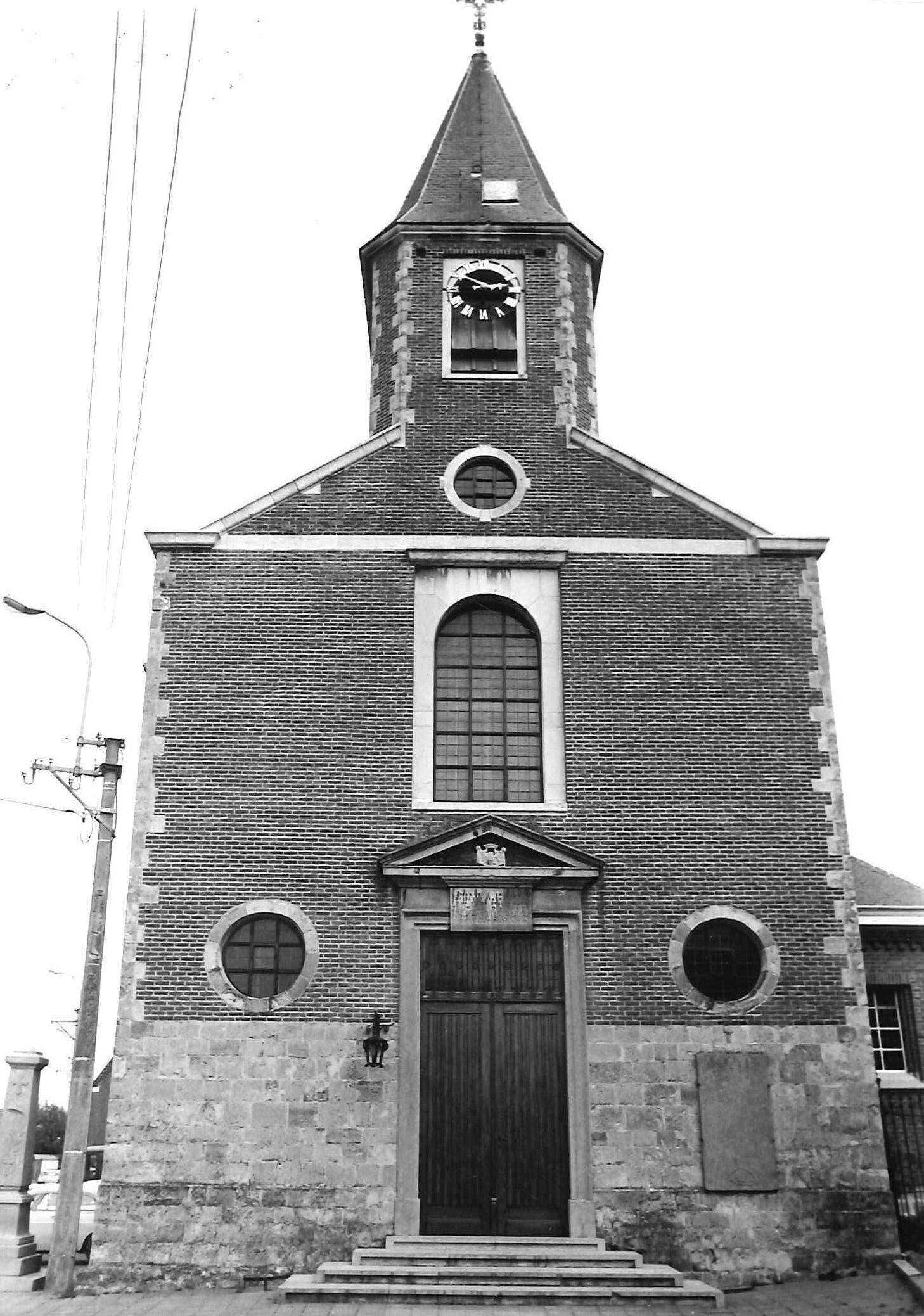
Sint-Bavokerk

De Sint-Bavokerk is de parochiekerk van de tot de Oost-Vlaamse gemeente Lede behorende plaats Wanzele, gelegen aan Wanzeledorp 5.

## Geschiedenis
Deze kerk werd gebouwd in 1775 in classicistische stijl, als eenbeukige kerk, naar ontwerp van Philip Gobert. In 1962 werd een zuidelijke beuk toegevoegd naar ontwerp van Roger van Driessche.

## Gebouw
Het betreft een tweebeukige, bakstenen, georiënteerde kerk met ingebouwde westtoren. De bovenste geleding is achthoekig. Het koor heeft een driezijdige sluiting. De basis van de westgevel is uitgevoerd in zandsteen. De toegangsdeur wordt bekroond door een driehoekig fronton.
Het kerkmeubilair is 18e eeuw. De kerk heeft een Van Peteghem-orgel van 1769.